# Cratere Airy (Marte)
Airy è un cratere marziano situato nei pressi dell'equatore del pianeta, intitolato all'astronomo britannico George Biddell Airy.
Il cratere secondario Airy-0, che si trova al suo interno, è utilizzato come punto di riferimento per definire il meridiano principale nella topografia di Marte.